# استان ریمه
رَیمه (به عربی: محافظة ریمة) نام استانی در کشور یمن در شبه جزیره عربستان است.

## جغرافیا
استان ریمه در ۷۰ کیلومتری جنوب شرقی حُدَیده واقع می‌باشد.
نام ریمه به روی چندین منطقه وروستا در مناطق مختلف یمن گذارده شده‌است: «ریمة الآشیاط» و «ریمة جبران» و «ریمة المناخی».
اما بارزترین آنها استان ریمه‌است که در گذشته از توابع لواء صنعا بوده‌است، و به چهار فرمانداری تقسیم می‌شود.

## فرمانداری‌های ریمه
استان ریمه شامل چهار فرمانداری می‌باشد:
- Al Jabin District فرمانداری الجُبین.
- Al Jafariyah District فرمانداری الجَعفریة.
- Kusmah District فرماندتری کُشمة.
- As Salafiyah District فرمانداری السلفیة.
- Bilad At Ta'am District
- Mazhar District

## وادی‌های ریمه
چهار وادی (دره) از این استان می‌گذرد و مسیل این وادی‌ها به دشت‌های حاصلخیر یمن می‌ریزد:
- وادی عَلوجة.
- وادی کُلابة.
- وانی الحّمام.
- وادی الصفد.

## روستاهای استان ریمه
روستاهایی که از توابع این استان هستند و به همین نام معروف هستند به شرح زیر می‌باشند:
- ریمه حمید، ریمه صغری، ریمه کحلان، ریمه بنی قیس، حصن ریمه، ریمه صعده، ریمه جبران، ریمه الناخی، ریمه الاشیاط.

## جمعیت
جمعیت استان ریمه در حدود ۲۵۳۰۷۳ نفر می‌باشد.
اکثر جمعیت این استان سنی شافعی هستند.اقلیت قابل توجهی نیز شیعه زیدی اند.
| دین مردم استان حجه | دین مردم استان حجه | دین مردم استان حجه | دین مردم استان حجه | دین مردم استان حجه |
| ------------------ | ------------------ | ------------------ | ------------------ | ------------------ |
| قومیت              | قومیت              |                    | درصد               | درصد               |
| سنی شافعی          | سنی شافعی          |                    | ۶۲٪                | ۶۲٪                |
| شیعه زیدی          | شیعه زیدی          |                    | ۳۸٪                | ۳۸٪                |

## مشاهیر
از مشاهیر ریمه شاعر: محمد بن عیسی الریمی وقاضی محمد بن عبدالله الریمی قاضی القضاء در ایام الملک الآشرف، دارای چندین تألیفات است که مشهورترین آنها «التفقیه فی شرح التنبیه» شامل ۲۴ مجلد می‌باشد.
همچنین کتاب: «بغیة الناسک فی المناسک»، وقاضی علامه: حسن بن عبدالله الریم دادستان عالی ذَمار در ایام حکم:منصور بن الحسین بن القاسم در سال ۱۱۴۹ هجری قمری.